# Pihlellales
Pihlellales J.M. Huisman, A.R. Sherwood e I.A. Abbott, 2003 é o nome botânico, segundo o sistema de classificação de Hwan Su Yoon et al. (2006), de uma ordem de algas vermelhas pluricelulares da classe Florideophyceae, subfilo Rhodophytina.

## Táxons inferiores
Família: Pihiellaceae